# Fuel Fandango
«Fuel Fandango» — іспанський музичний гурт. Утворений 2010 року. До складу входять Алехандро Акоста та Ніта.

## В Україні
24 листопада 2011 року у рамках благодійного концерту «Не дай СНІДу шанс» гурт виступив у київському Палаці спорту.

## Дискографія
- 2011 — Fuel Fandango
- 2012 — Remixed
- 2013 — Trece Lunas